# Степанов, Пётр Александрович
Пётр Алекса́ндрович Степа́нов (28 сентября (10 октября) 1805 — 30 марта (11 апреля) 1891) — российский генерал от инфантерии, царскосельский комендант.

## Биография
Из дворянского рода Калужской губернии. Родился в семье енисейского губернатора А. П. Степанова. В 1821 году вместе с братом Николаем был определён в Московский университетский благородный пансион, по окончании которого в 1824 году отправился в Петербург для поступления на военную службу и 26 января 1825 года был зачислен юнкером в лейб-гвардии Егерский полк, с определением на один год в школу подпрапорщиков; 6 января 1826 года был произведён в первый офицерский чин.
Во время Турецкой кампании 1828 года Степанов в составе л.-гв. Егерского полка принял участие в осаде Варны и после взятия крепости возвратился в Петербург. За отличие в этой кампании он был награждён орденом Св. Анны 3-й степени с бантом.
В 1831 году во время Польской кампании он находился в арьергарде отступавшего гвардейского корпуса; 4 мая участвовал в деле при Длугоседло и 8 мая в бою при местечке Рудки, в котором при атаке польской батареи был ранен в грудь навылет. В конце года награждён орденом Св. Владимира 4-й степени с бантом.
Пробыв около полугода в Белостоке, а затем на Кавказских минеральных водах для поправления своего здоровья, Степанов в 1833 году вернулся в свой полк.
В 1843 году он был произведён в полковники и командовал сначала 2-м, а потом и 1-м батальоном л.-гв. Егерского полка; 26 ноября 1847 года за беспорочную выслугу 25 лет в офицерских чинах был награждён орденом Св. Георгия 4-й степени (№ 7746 по списку Григоровича — Степанова). В марте 1849 года назначен командиром бывшего 3-го учебного карабинерного полка; 6 декабря 1851 года произведён в генерал-майоры.
Когда началась Восточная война, Степанов был назначен командиром сначала Сестрорецкого отряда, а затем промежуточного отряда между Выборгом и Сестрорецком, имевшего целью защиту Петербурга с суши и воспрепятствовать высадке неприятельских десантов союзным англо-французским флотом, появившимся в Балтийском море.
В 1855 году Степанов был назначен директором 2-го кадетского корпуса и занимал этот пост до 1863 года; 17 октября 1860 года был произведён в генерал-лейтенанты.
Высочайшим приказом 19 марта 1870 года он был назначен Царскосельским комендантом. За время своего комендантства Степанов устроил царскосельский лазарет Красного Креста и выказал обширную деятельность по обеспечению воинов, пострадавших во время русско-турецкой войны 1877—1878 гг.
В 1875 году Пётр Александрович содействовал возвращению в Санкт-Петербург фрагмента знамени 2-го батальона л.-гв. Егерского полка, утерянного в бою 10 сентября 1828 г. у селения Гаджи-Гассан-Лар. 17 августа 1875 г. император Александр II передал его полковой Мирониевской церкви, а Степанова повелел зачислить в ряды полка, где тот оставался старейшим егерем.
30 августа 1881 г. Степанов был произведён в генералы от инфантерии.
Скончался 30 марта (11 апреля) 1891 года в Царском Селе и был похоронен под спудом Мирониевской церкви лейб-гвардии Егерского полка в Санкт-Петербурге.

## Награды
Российские:
- Орден Св. Анны 3-й ст. с бантом (29 мая 1829);
- Орден Св. Владимира 4-й ст. с бантом (25 июня 1831);
- Польский знак отличия за военное достоинство 4-й ст. (1832);
- Орден Святого Станислава 3-й (2-й) степени (22 сентября 1835, императорская корона к ордену 6 декабря 1840);
- Орден Св. Анны 2-й ст. (31 декабря 1845, императорская корона к ордену в 1851);
- Орден Св. Георгия 4-го класса (26 ноября 1847; № 7746 по списку Григоровича — Степанова) — за 25 лет беспорочной службы;
- Орден Св. Владимира 3-й ст. (1855);
- Знак отличия беспорочной службы за XXV лет (22 августа 1855);
- Орден Св. Станислава 1-й ст. (1858);
- Орден Св. Анны 1-й ст. (1860, императорская корона к ордену в 1871);
- Орден Св. Владимира 2-й ст. (1874);
- Орден Белого орла (30 августа 1879);
- Орден Св. Александра Невского (6 мая 1884, бриллиантовые знаки ордена 30 августа 1888).

Иностранные:
- Прусский орден Красного орла 3-й ст. (1835).

В 1874 году Степанову «по праву наследования» было Высочайше разрешено носить потомственный орден Св. Иоанна Иерусалимского, пожалованный его отцу Александру Петровичу в 1799 году.

## Сочинения
П. А. Степанов известен также как военный писатель.
В «Военном сборнике» за 1877—1878 гг. им напечатаны воспоминания «25 лет в Лейб-гвардии Егерском полку» в девяти частях.
Интерес представляют также его «Воспоминания о Михаиле Ивановиче Глинке, 1825—1855 гг.» («Русская старина», 1871, т. IV), с которым он находился в самых дружеских отношениях.
Кроме того, в «Русской старине» им было напечатано ещё несколько статей и воспоминаний.

## Семья
Жена — Вера Александровна, урождённая Слуцкая, в первом браке Вульф (1818 — 27 февраля 1895). У них шестеро детей:
- Александр Петрович (1850—1898) — камер-юнкер
- Николай Петрович (1851—1910) — генерал-лейтенант
- Михаил Петрович (1853—1917) — генерал от кавалерии
- Клавдий Петрович (1854—1910) — живописец, график, портретист, плакатист
- Филипп Петрович (1857—1933) — военный инженер
- Екатерина Петровна (1858—?) — камер-фрейлина императрицы Александры Фёдоровны; была замужем за генерал-лейтенантом Д. А. Озеровым